# 基諾沙騷亂槍擊案
基諾沙騷亂槍擊案（英語：Kenosha unrest shooting），是一宗在2020年8月25日發生於基諾沙騷亂的槍擊案。
在雅各布·布萊克被警察槍擊後，美國威斯康星州基諾沙發生騷亂。來自伊利諾伊州安條克的17歲少年凱爾·里滕豪斯（Kyle Rittenhouse）在基諾沙的兩個地點與示威者發生衝突時開槍擊殺了兩名男子，並打傷了另一名男子。他手持AR-15式步槍，而一名被里滕豪斯打傷的人手持格洛克手槍。事件發生時，里滕豪斯在基諾沙保護一家汽車經銷商免受破壞並提供醫療援助。
在第一案發地點，里滕豪斯被包括基諾沙居民約瑟夫·羅森鮑姆（Joseph Rosenbaum）在內的一群人追捕。拉辛居民約書亞·齊明斯基（Joshua Ziminski）向空中開了一槍，之後，里滕豪斯轉向羅森鮑姆。據目擊者稱，手無寸鐵的羅森鮑姆隨後衝向里滕豪斯並試圖奪走他的槍。里滕豪斯向羅森鮑姆開了四槍，後者不久後身亡。
里滕豪斯隨後逃離現場到第二案發地點，同時被一群大約十幾人跟踪。他頭部被擊中後絆倒在地上，然後向39歲的莫里斯·弗里蘭（Maurice Freeland ）開了兩槍，後者飛踢里滕豪斯使他射偏。當里滕豪斯還在地上時，銀湖居民安東尼·M·胡伯（Anthony M. Huber）用滑板擊中了里滕豪斯的肩膀，並試圖拿走他的步槍。里滕豪斯向胡伯開了一次槍，擊中了他的胸部。當西艾利斯居民蓋格·格羅斯克魯伊茨（Gaige Grosskreutz）走近里滕豪斯並用手槍指著他時，里滕豪斯朝格羅斯克魯伊茨的右臂開了一槍，切斷了他的二頭肌肌肉。
里滕豪斯於2020年8月26日向安條克警方自首。他被引渡到基諾沙，視作成人控告其非法持有槍支、兩項殺人罪和兩項肆意危害安全罪。一名名叫多米尼克·布萊克（ Dominick Black）的19歲基諾沙居民被捕並被指控非法供應里滕豪斯的步槍。約書亞·齊明斯基被指控使用危險武器和縱火，犯下擾亂秩序罪。
里滕豪斯的審判於2021年11月1日在基諾沙開始。在審判期間，法官布魯斯·施羅德（Bruce Schroeder）駁回了對里滕豪斯違反宵禁和非法持有槍支的指控。11月19日，陪審團一致裁定里滕豪斯的所有指控均無罪。
公眾情緒和媒體對槍擊事件的報導出現了兩極分化。一項《經濟學人》／YouGov聯合民意調查發現，四分之三的民主黨人認為里滕豪斯應被定罪，而三分之二的共和黨人則認為他無罪。美國右翼政治人物和保守派人士對此表示歡迎，形容槍擊事件是自衛；而多名美國左翼政治人物和自由派人士批評判決是司法不公，稱無罪釋放就是他們所說對罪行處理雙重標準的象徵。槍械管制倡導者也擔心判決會助長義警的出現。總統祖·拜登對陪審團的決定表示憤怒，但呼籲尊重它。

## 背景
2020年8月23日，非裔美國人男子雅各布·布萊克（Jacob Blake）在非法入侵他前女友的家並試圖搶走他的兒子後被趕到的警員使用泰瑟槍擊中後，其仍不服從命令，一名基諾沙警官從其背後開槍7次。布萊克當時正在打開一輛SUV的車門後被槍擊，他正靠在車裏。被槍擊的結果是令他腰部以下癱瘓。作為Black Lives Matter運動的一部分，警察槍擊事件之後發生了抗議活動，在2020年發生了其他幾宗備受矚目的警察殺人事件後，抗議活動再次抬頭。基諾沙的抗議活動包括集會、遊行、損毀財物、縱火以及與警察衝突.。
前基諾沙市議員凱文·馬修森（Kevin Mathewson）宣布成立基諾沙衛隊民兵組織 ，以回應在基諾沙抗議之前發生的佐治·弗洛伊德之死引發的示威活動。8月25日，馬修森在基諾沙衛隊Facebook頁面上呼籲「愛國者拿起武器保衛基諾沙」，並由亞歷克斯·瓊斯（Alex Jones）運營的陰謀網站InfoWars引用並重新發佈。該帖子收到了國內和國際在線回復。
基諾沙市長約翰·安塔拉米安（John Antaramian）和縣警長戴維·貝斯 (David Beth) 表示不贊成武裝民兵在街上巡邏，在一段影片中看到警察給他們水，並聽到他們說：「我們感謝你們，我們真的很感謝你們。」貝斯警長表示，在2020年8月25日的抗議活動之前，一群武裝人員要求他代表他們在基諾沙市巡邏，但遭到了他的拒絕。貝斯說他不知道里滕豪斯是否是這個團體的一員，但他拒絕了請求的原因是此行動有可能發生事故。

### 凱爾·里滕豪斯
基諾沙動亂時，時年17歲的里滕豪斯參加了當地的警察學員計劃，並在社交媒體上表達了對Blue Lives Matter運動和執法的支持。當時，里滕豪斯住在伊利諾伊州安條克，距離基諾沙約20英里（32）。
里滕豪斯和他的朋友多米尼克·大衛·布萊克「用步槍武裝自己」，並前往基諾沙幫助汽車經銷商捍衛其業務。汽車業務在動亂的前兩個晚上遭到嚴重破壞，前一天晚上更遭受了150萬美元的縱火損失。關於此地是否需要里滕豪斯和布萊克的幫助，存在相互矛盾的說法。經銷商老闆的兒子否認曾要求槍手捍衛公司，但幾名證人作證說，該企業要求武裝人員保護他們的財產。當《每日來電》的記者里奇·麥金尼斯（Richie McGinniss）問里滕豪斯他為什麼在汽車經銷商處時，他回答說：「所以，人們受傷了，我們的工作是保護這項企業。我的部分工作也是幫助人們。如果有人受傷，我就會遇到傷害。這就是我帶步槍的原因，因為顯然我必須保護自己。我也有我的藥箱。」在某個時候，里滕豪斯離開了經銷商，並被警察阻止返回。
在槍擊前的幾個小時裏，里滕豪斯出現在抗議者和旁觀者拍攝的多部影片中，並接受了兩次採訪：首先是他和其他一些武裝人員駐紮在汽車經銷商處的直播，其次是麥金尼斯。人們看到里滕豪斯與警察交談，並為受傷者提供醫療救助。

## 事件順序

### 槍擊發生前
在2020年8月25日這一天，基諾沙在和平抗議之後是一片混亂，示威者、武裝平民、警察和其他人在夜間相互對抗。在前一天城市的建築物和車輛遭受損壞後，儘管對公民實行宵禁，但社交媒體仍將當地人和局外人、左翼活動人士和右翼民兵吸引到城市街道上。大約250名國民警衛軍被部署到該市。包括布加盧男孩民兵和一群攜帶斧頭、球棒和槍支，騎自行車的人聚集在「車源」（Car Source）以南的兩個加油站附近，「車源」是一家擁有三處房產的汽車企業（一家經銷商、一個二手車場和另一個南部的汽車場）。在午夜發生槍擊事件前不久，在基諾沙的謝里登路發生抗議者與執法部門衝突的事件，其後抗議者被趕出市政中心公園。警察用裝甲車將抗議者從法院和市政中心公園向南驅趕。

### 第一次交鋒
|  |

晚上11點48分，里滕豪斯射殺了羅森鮑姆。麥金尼斯目睹了里滕豪斯和羅森鮑姆之間第一次對峙的一部分，麥金尼斯認為羅森鮑姆和其他抗議者正朝著試圖躲避他們的里滕豪斯移動。羅森鮑姆試圖與里滕豪斯交戰，後者通過迴避和逃跑來避免這一點。里滕豪斯在審判中作證說，羅森鮑姆曾威脅要殺死他。聯邦調查局從航拍機拍攝的紅外線鏡頭捕捉到了羅森鮑姆的槍擊事件及其之前的事件。
羅森鮑姆的其餘動態，以及隨後與胡伯和格羅斯克魯伊茨發生的事件，都從多個角度記錄在手機鏡頭中，包括槍擊的瞬間。錄像顯示，羅森鮑姆在停車場追趕里滕豪斯。羅森鮑姆向里滕豪斯扔了一個裝有襪子、內衣和除臭劑的塑料袋。一個名叫約書亞·齊明斯基的旁觀者向空中開了一槍，然後里滕豪斯停止奔跑，轉向發出槍聲的方向。里滕豪斯在審判中作證說，在被羅森鮑姆追捕之前，他聽到另一個人告訴羅森鮑姆「抓住他並殺死他」，但他也知道羅森鮑姆手無寸鐵。里滕豪斯作證說，他將槍對準羅森鮑姆，以阻止他進一步追捕他。
根據基諾沙縣檢察官的說法，羅森鮑姆與里滕豪斯交戰並試圖從他那裏拿走他的步槍。里滕豪斯隨後向羅森鮑姆開了四槍，擊中了他的腹股溝、背部和左手。子彈穿透了羅森鮑姆的心臟、主動脈、肺動脈和右肺，導致骨盆骨折，左大腿和前額受輕傷。麥金尼斯開始對羅森鮑姆進行急救。里滕豪斯在麥金尼斯身邊站了半分鐘，然後逃跑了，當他衝出他射殺羅森鮑姆的停車場時，有人聽到他用手機對他的朋友多米尼克·布萊克說「我剛剛殺人了」。羅森鮑姆不久後死亡。

### 第二次交鋒
里滕豪斯隨後沿著街道跑向警車。在聽到大約一個街區外的槍聲後，《華盛頓郵報》的一名影像記者觀察到里滕豪斯拿著步槍跑過去，後面跟著幾名抗議者。根據刑事訴訟，當時在兩個不同的影片中聽到抗議者大喊「毆打他！」、「嘿，他開槍了！」和「抓住他！抓住那個傢伙！」。一個人從後面襲擊了里滕豪斯，敲掉了他的帽子，不久之後，里滕豪斯絆倒在地。其他人大喊「他做了什麼？」、「剛剛射殺了人！」和「抓住他的屁股！」。一名追擊里滕豪斯的男子跳踢了他，當時他還在地上。里滕豪斯開了兩槍，但沒打中那個人 。

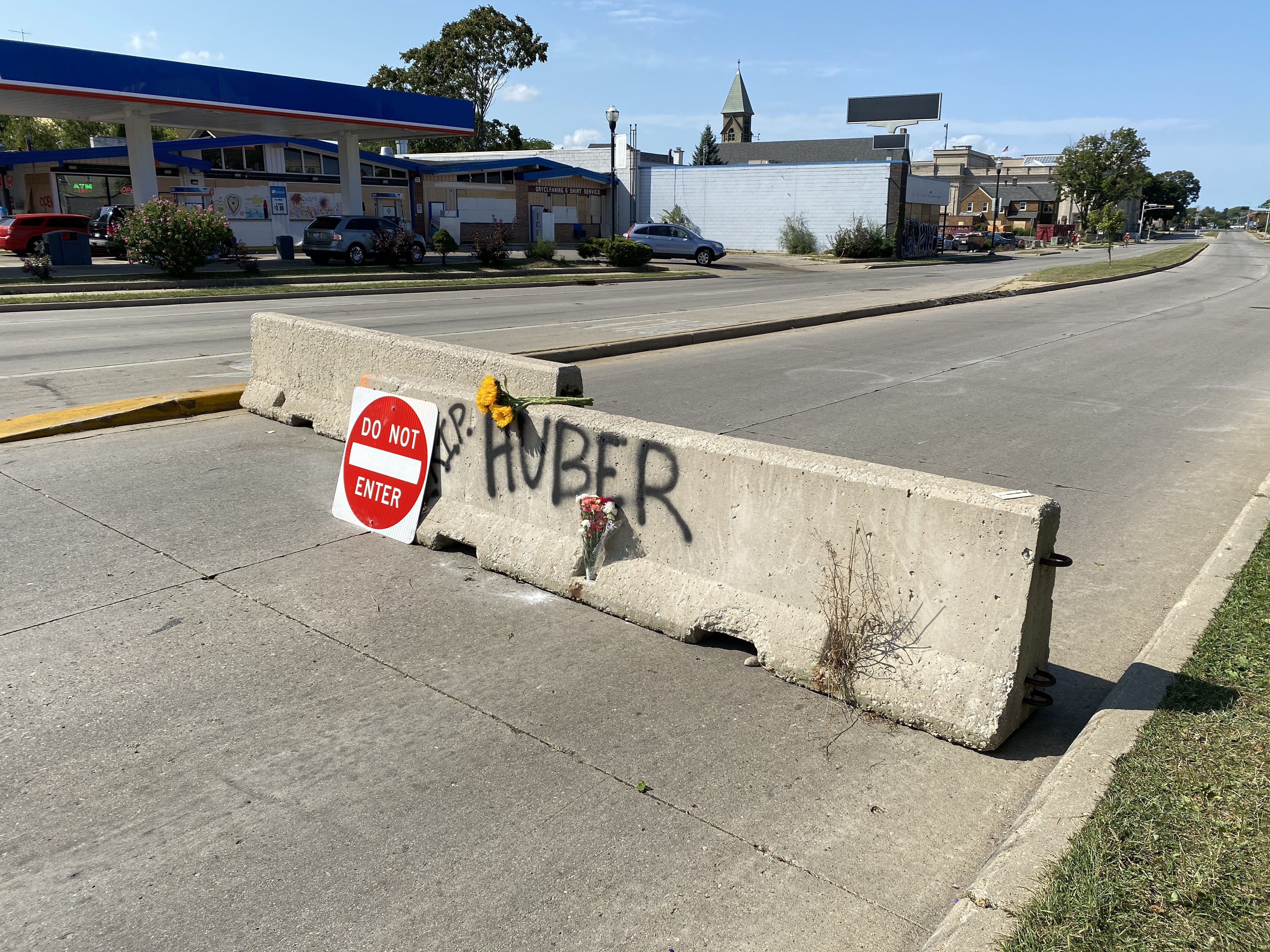
安東尼·M·胡伯和蓋格·格羅斯克魯伊茨就在第60道和謝里丹道交叉口被槍擊。

接下來，根據法庭記錄和影片片段，另一名抗議者安東尼·胡伯用滑板接觸里滕豪斯的左肩，當時兩人都在努力操控著槍支。就在胡伯拔槍時，里滕豪斯開了一槍，擊中了胡伯的胸部，刺穿了他的心臟和右肺，導致他迅速死亡。

### 第三次交鋒
蓋格·格羅斯克魯伊茨作證說，在午夜前不久，他聽到南邊有槍聲，並觀察到里滕豪斯從謝里丹路朝他的方向跑 。格羅斯克魯伊茨在Facebook直播中以美國公民自由聯盟的法律觀察員身份拍攝抗議活動時，他說他和里滕豪斯一起跑，問「嘿，你在做什麼？」和「你開槍打人？」
格羅斯克魯伊作證說，他認為里滕豪斯是活躍射手。格羅斯克魯伊茨持有過期的隱藏攜帶手槍許可證，並攜帶一把格洛克手槍。他走近倒在地上的里滕豪斯，格羅斯克魯伊茨在胡伯中彈後已停下並舉起了雙手。格羅斯克魯伊茨然後用手槍指著里滕豪斯，後者朝格羅斯克魯伊的手臂開槍，切斷了他的大部分右側二頭肌。
在里滕豪斯在地面上的時間中，影片中至少聽到了來自其他來源的16聲槍響。

### 槍擊發生後
里滕豪斯站起來，舉起雙手走向警察，步槍綁在胸前。幾名警察在審判期間作證說，他們是在回應活躍射手事件，但並未認識到里滕豪斯就是射手。他一再被告知要離開這條路，當他繼續前進時，一名警官試圖向他噴胡椒噴霧。幾名目擊者和抗議者高喊要逮捕他。當在新聞發布會上被問及為什麼沒有阻止里滕豪斯時，基諾沙治安官大衛·貝斯說：「在壓力很大的情況下，你的視野就會令人難以置信地收窄。」並暗示警官可能沒有意識到他參與了槍擊事件。同樣，基諾沙警察局長丹尼爾·米斯金尼斯（Daniel Miskinis）表示，「沒有任何跡象表明此人參與了任何犯罪行為」，因為在抗議活動之後，有人舉起雙手走向警察之事「不再異常」。
槍擊事件發生後，基諾沙的影片剪輯立即走紅。Facebook因允許民兵組織向武裝參與者發布徵集信息以及未能回應數百宗投訴而受到批評，於2020年8月26日刪除了基諾沙衛隊的帖子，並將該事件歸類為群體槍擊案
。

## 法律程序

### 起訴
2020年8月26日凌晨，也就是槍擊事件結束大約一個小時後，里滕豪斯在他的家鄉伊利諾伊州安條克以一級故意殺人的罪名自首。根據威斯康星州法，他被視為成人起訴。該起訴列出了六項刑事指控：
- 對約瑟夫·羅森鮑姆實施一級過失殺人罪，最高可判處65年監禁；
- 對理查德·麥金尼斯（槍擊事件前採訪里滕豪斯的記者）的一級肆意危害安全罪，最高可判處17年監禁[109]；
- 對安東尼·胡伯的一級故意殺人罪，可判處強制性無期徒刑，不得假釋；
- 對蓋格·格羅斯克魯伊茨一級故意殺人未遂，最高可判處65年監禁；
- 對不知名男性的一級肆意危害安全罪，最高可判處17年監禁；
- 未滿18歲的人持有危險武器

每個重罪指控都有一個「使用危險武器」前撮，它援引了威斯康星州的一項法律，該法律規定每項修改後的指控最多可增加五年的監禁。在接受《華盛頓郵報》的監獄採訪時，里滕豪斯說他購買了AR-15步槍，它被確定為裝有.223口徑雷鳴燈彈的史密斯威森軍警型M&P15半自動步槍。2020年8月29日，里滕豪斯的法律團隊發表聲明，聲稱里滕豪斯是出於自衛行為並被錯誤逮捕。9月22日，里滕豪斯的辩护團隊發布了一段11分鐘的當晚解說影片，由多個角度之間的快速切換片段組成。影片稱，羅森鮑姆被槍擊前後開了幾槍，羅森鮑姆可能已經開始追趕里滕豪斯，因為他把里滕豪斯誤認為是之前與他有過爭執的人。里滕豪斯被關押在伊利諾伊州的一個青少年拘留中心直到他於10月30日被引渡到威斯康星州。

### 保釋
2020年11月20日，里滕豪斯從拘留所獲釋，並支付了200萬美元保釋金。里滕豪斯的獲釋是因為他的家人和律師對他槍殺三名男子的指控提出反對，控方要求更高的保釋金，並表示擔心里滕豪斯可能會逃跑，而他的律師保證不會發生這種情況。里滕豪斯於2021年1月5日對所有指控表示不認罪。
2021年1月22日，里滕豪斯的獲釋條件於1月22日發生變化，因此他不能飲酒、使用槍支或與已知對他人構成種族或宗教威脅的個人或團體交往，稍後有人見到里滕豪斯在普萊森特山一家酒吧裏，與五名唱著《為你的男孩感到驕傲》（Proud of Your Boy）的男人一起喝啤酒並合影留念，歌曲為極右翼政治組織驕傲男孩成員所使用。在與他們兩人的一張照片中，里滕豪斯閃過一個OK手勢，這是白人至上主義者經常使用的手勢。
2021年2月11日，在里滕豪斯未能在搬家後48小時內提交地址變更通知後，施羅德法官拒絕了檢察官要求增加里滕豪斯200萬美元保釋金的請求，指出保釋在外的人通常無法更新他們的地址。里滕豪斯的律師說，里滕豪斯出於安全考慮一直住在一個未公開的地址。

### 審前裁決
里滕豪斯的審判於2021年11月1日在基諾沙舉行，由法官布魯斯·施羅德主持。在9月17日的聽證會上，施羅德拒絕了檢察官要求承認里滕豪斯與驕傲男孩成員一起短途旅遊，以及他參與先前戰鬥的證據之請求，施羅德認為這些事件過於不同，無法用作里滕豪斯在槍擊事件中心態的證據。2021年10月25日，施羅德定義了辯方和控方可以或不可以接受哪些證詞。施羅德命令被里滕豪斯射殺的人不能被稱為受害者，但可以被描述為縱火犯或搶劫者，前提是辯方能夠證明他們在那天晚上參與了這些活動。法律專家對這一決定進行了權衡，稱「受害者」一詞在法庭上可能會出現偏見，導致預設哪些人受到了冤屈，嚴重影響了陪審團。

### 審判
陪審員於11月2日聽取了里滕豪斯審判的開庭辯論，並於第二天被展示了這些事件的多部錄像。11月4日，兩名目擊者作證說，羅森鮑姆在走近里滕豪斯並拿起步槍之前，行為舉止粗暴並大喊大叫。一名前海軍陸戰隊員於11月5日作證說，羅森鮑姆在槍擊事件發生前曾嘲笑他和其他武裝人員；他還說他不認為羅森鮑姆是一個威脅。在槍擊事件發生前不久，羅森鮑姆出現在武裝人員面前，其中一人用槍指著他，他大喊「開槍射我啊，黑鬼！」，隨後幾名抗議者急忙讓他冷靜下來。格羅斯克魯伊茨於11月8日作證說，當他走近里滕豪斯並將雙手舉在空中時，他相信他看到了里滕豪斯重新架起了他的步槍，這對格羅斯克魯伊茨來說「意味著（里滕豪斯）在（格羅斯克魯伊茨）手尚在空中時扣板機，但槍沒有開火」，而里滕豪斯「不接受（格羅斯克魯伊茨）投降」；然後他決定「拉近」與里滕豪斯的距離，採用「非致命」方法「摔槍」或「拘留」里滕豪斯。 他進一步作證說，他「試圖保全（他的）自己的生命」，但「從未試圖殺死」里滕豪斯，他靠近里滕豪斯，無意中將手槍對準里滕豪斯，然後里滕豪斯開槍射他。
一名自稱在槍擊事件發生後與里滕豪斯交談過的證人在11月9日作證說，里滕豪斯緊張、臉色蒼白、滿頭大汗，反復說「我剛剛開槍打了人」。
在檢方擱置案件後，初審法官施羅德於11月9日駁回了對里滕豪斯違反宵禁的指控，理由是檢方提供的證據不足。
里滕豪斯於11月10日作證說，羅森鮑姆曾兩次威脅要殺死他，並在致命槍擊事件發生前伏擊了他。檢方證人瑞安·巴爾奇 (Ryan Balch) 是一名退伍軍人，當晚還攜帶了一把AR式步槍，他回憶起羅森鮑姆大喊「如果今晚我單獨抓住你們中的任何一個，我他媽的要殺了你們！」。里滕豪斯在講述這些事件時情緖崩潰了，法官下令休庭。之後，里滕豪斯說羅森鮑姆向他衝過來，把手放在里滕豪斯的槍管上。在盤問中，里滕豪斯承認使用致命武力阻止了羅森鮑姆對他的襲擊，同時也表示殺人不是他的本意。
11月10日，檢察官托馬斯·賓格（Thomas Binger）聲稱，里滕豪斯直到審判時才對此案發表評論，以便他可以將自己的證詞吻合其他人的陳述。法官對賓格的這一建議進行了告誡，稱其「嚴重違反了」第五修正案所保障的沉默權。
在辯方於11月11日休庭之前，另外三名證人，包括一名基諾沙警官，就里滕豪斯的行為進行自衛的說法作證。檢方質疑里滕豪斯拿著步槍會令人感到受到威脅，並將他描述為武裝威脅。
11月15日進行了結案陳詞，每一方都有兩個半小時的時間，包括反駁時間。其後施羅德駁回了非法持有槍支的指控，理由是辯方認為威斯康星州的法律含糊不清，可以解釋為僅限制未成年人攜帶短管步槍。里滕豪斯的步槍長16英寸（41），這是州法律允許的最小槍管長度。
11月16日，辯方提出了一項有偏見的誤審動議，認為存在「檢方越權」，並且國家出於惡意行事。
11月17日，辯方因對審判中使用的無人機影片存在爭議，要求在不影響審判的情況下進行審判。辯護律師表示，控方提供給他們的版本與州提供的版本相比分辨率較低，縱橫比不同，違反了證據規則和被告與原告對質原則。
11月18日，施羅德在審判期間禁止MSNBC和任何與有線電視網絡有關聯的人進入法院。法官解釋說，前一天晚上，基諾沙警方注意到一輛汽車跟隨陪審團巴士，並在它闖紅燈時將其攔下。施羅德稱司機為「詹姆斯·J·莫里森，他聲稱自己是NBC新聞的製片人，受僱於MSNBC」，莫里森說他的老闆艾琳·拜恩告訴他跟隨陪審團。警方因涉嫌給陪審員拍照而將莫里森拘留，但在他們沒有發現陪審員的照片後，他「被開出與交通有關的傳票」並被釋放。在一份聲明中，NBC新聞將車輛司機稱為「自由職業者」，並否認他打算在審議期間拍攝陪審員或與他們聯繫。
11月19日，陪審團在歷時4天26小時審議後達成一致裁決。里滕豪斯被判無罪。

## 其他訴訟
2020年11月，19歲的多米尼克·布萊克被指控犯有兩項故意向當時未成年的里滕豪斯出售步槍的罪名。罰款金額設定為2,500美元（相等於2023年的2,943美元）。
由於在里滕豪斯射殺羅森鮑姆之前約書亞·齊明斯基向空中開了一槍，約書亞·齊明斯基被指控使用危險武器和縱火擾亂秩序罪。
包括安東尼·胡伯的女朋友漢娜·吉廷斯（Hannah Gittings）在內的原告於9月提起訴訟，起訴里滕豪斯、Facebook、極右組織布加盧運動以及基諾沙衛隊民兵和它的「指揮官」。該訴訟指控Facebook疏忽地允許基諾沙衛隊在其平台上召集民兵，並指控被告參與陰謀侵犯他們的公民權利。原告沒有評論的情況下撤回了訴訟，並在2021年1月的最後一周以偏見為由駁回。
事件中受傷的蓋格·格羅斯克魯伊茨和被里滕豪斯殺害的安東尼·胡伯之父母均於2021年1月4日分別向市和縣提交了1000萬美元的索賠通知，指控其疏忽大意，對保護他們的權利不作為。2021年8月17日，胡斯的父母向基諾沙警察局和基諾沙縣治安局提起訴訟，聲稱執法者允許里滕豪斯傷害和平抗議警察槍擊雅各布·布萊克的人。

## 回應

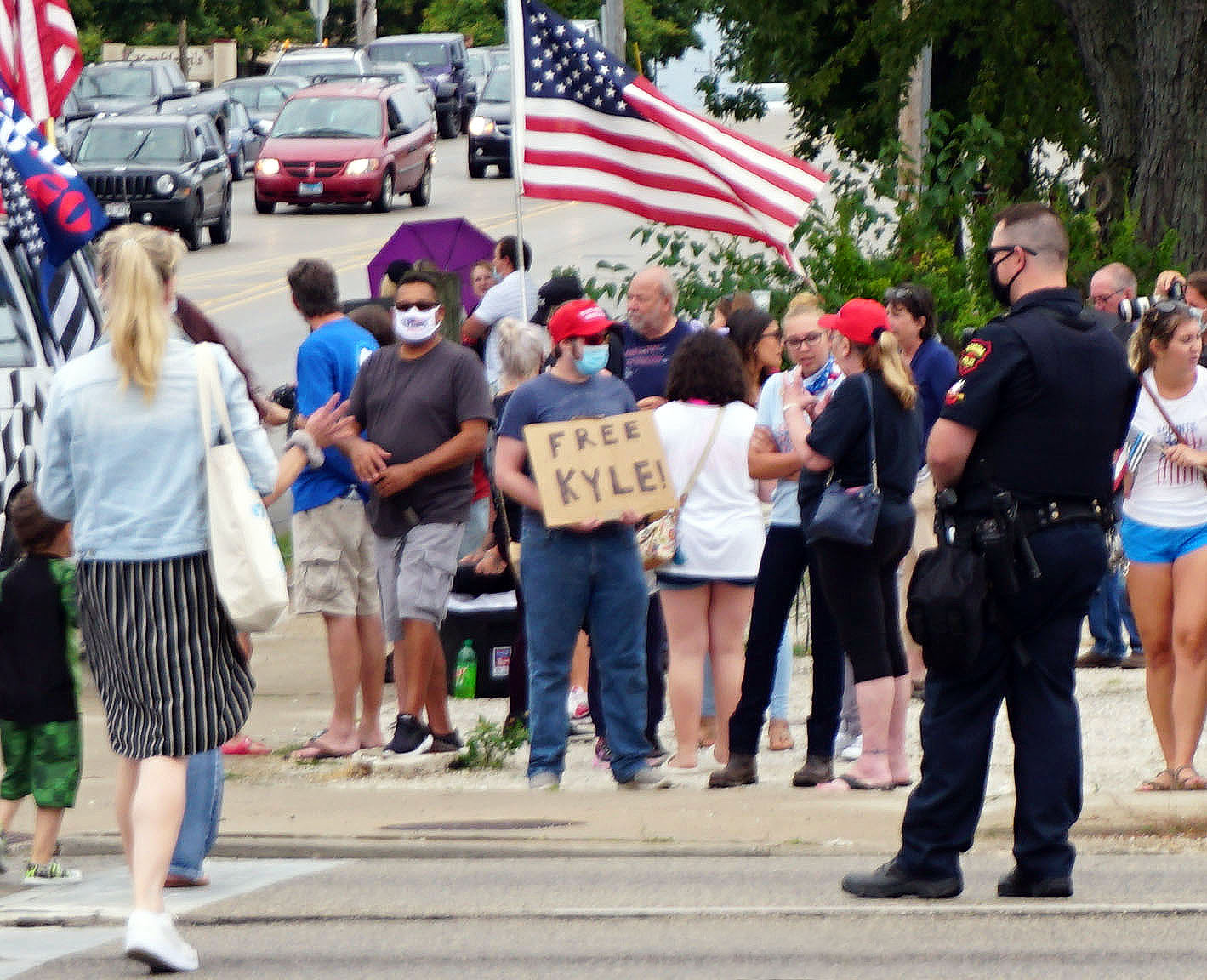
2020年9月1日唐納德·特朗普總統訪問期間，一名男子在布拉德福德高中附近舉著「釋放凱爾」標語。

美國民意對槍擊事件的態度兩極分化。報導既批評又支持里滕豪斯的行為，並使用了諸如「義警」和「恐怖份子」之類的術語，但也使用「志願者」和「維護和平」來形容他。
馬特·雷諾茲（Matt Reynolds）在為《美国律师协会杂志》撰稿時，觀察到「威斯康星州的場景說明了第二修正案攜帶武器的權利與第一修正案和平抗議的權利之間的緊張關係。」
《經濟學人》／YouGov 在11月14日至16日期間對1500名成年美國人進行的一項民意調查發現，絕大多數美國黑人認為應該判里滕豪斯犯有謀殺罪，而美國白人則意見不一。
Snopes追踪了其認為不尋常的Facebook帳戶，並確定「外國運營的Facebook帳戶慶祝了里滕豪斯的判決」。Facebook在報告發佈後刪除了這些帳戶。

### 對警察的批評
許多評論員批評里滕豪斯沒有馬上被捕，儘管目擊者大喊他是槍手。美國公民自由聯盟（ACLU）要求基諾沙警察局長丹尼爾·米斯基尼斯和基諾沙治安官大衛·貝斯辭職。美國公民自由聯盟的聲明稱，貝斯代表在槍擊當天與「白人至上主義反抗議者」結為兄弟，並沒有逮捕槍手。聲明抨擊米斯金尼斯當時指責在槍擊過程中被槍殺的人，是涉及違反宵禁的「人」造成的。基諾沙市長表示，他不會要求治安官或警察局長辭職。

### 美國當局的回應
NBC新聞獲得了一份美國國土安全部內部文件，報告說國土安全部指示聯邦執法官員就里滕豪斯一案做出具體陳述，例如指出他「將步槍帶到騷亂現場以幫助保護小企業主」，並且「（里滕豪斯）在被證明有罪之前是無辜的，應該根據所有事實進行公平審判，而不僅僅是支持某種敘述。」

### 互聯網公司的回應
2020年8月，Facebook、Twitter和GoFundMe刪除了支持里滕豪斯的內容，理由是禁止讚美或支持大規模射擊案槍手或美化暴力。Facebook進一步禁止在其網站上搜索「凱爾·里滕豪斯」，發言人表示「我們已將此次槍擊事件定性為大規模謀殺，並已從Facebook和Instagram上刪除了槍手的帳戶」。2021年11月19日，GoFundMe在推特上發布了對他們禁止里滕豪斯防禦基金的回應，稱「GoFundMe的服務條款禁止為涉嫌暴力犯罪的法律辯護籌集資金，鑑於凱爾·里滕豪斯的審判，我們想藉此澄清我們過去何時以及為何取消某些籌款活動」。

### 政治家和專家的回應

#### 共和黨人
特朗普總統在twitter點讚推文，其中包括「凱爾·里滕豪斯是令我決定投票給特朗普的一個很好例子」。在公開評論中，特朗普對里滕豪斯是在自衛的觀點表示支持。2020年8月，槍擊事件發生後六日，時任美國總統的唐納德·特朗普說：「我猜他試圖擺脫他們，」並指出事件正在調查中。「我猜他遇到了很大的麻煩。他可能會被殺死。」PolitiFact當時將特朗普的聲明評為虛假聲明。特朗普後來轉推了蒂姆·普尔的聲明，描述了里滕豪斯的案件如何說服普爾投票給特朗普。這位前總統後來將審判形容為「激進左翼的獵巫行為」，並稱讚陪審團的無罪判決。
其他保守派政客也稱讚其決定，里滕豪斯的形像被描述為政治右翼的「轟動訟案的主角」。來自威斯康星州的共和黨參議員羅恩·約翰遜說，判決「伸張正義」，並呼籲承認裁決。德克薩斯州參議員泰德·克魯斯和新澤西州前州長克里斯·克里斯蒂也讚揚了這項裁決，後者表示該裁決「重振我們對陪審團制度的信心」。喬治亞州代表瑪喬麗·泰勒·格林說，里滕豪斯「比起攻擊他的專家和藍剔標記用戶...更像一個人」，並補充說，批評里滕豪斯的人是在為「一個性侵犯兒童的怪物」辯護，所指的是羅森鮑姆對他孩子性虐待的定罪。三位美國眾議員、亞利桑那州的保羅·戈薩拉、北卡羅來納州的麥迪遜·考托恩和佛羅里達州的馬特·蓋茨提出了邀請里滕豪斯到他們的辦公室實習。2020年11月，在里滕豪斯被保釋後不久，佛羅里達州州議員安東尼·薩巴蒂尼（Anthony Sabatini）發推文說「凱爾·里滕豪斯參選國會吧」。薩巴蒂尼因這條推文受到反對派的廣泛批評，有人敦促他辭職。
幾位評論員為他的行為辯護。福克斯新聞主持人塔克·卡爾森（Tucker Carlson）指責當局未能制止搶劫和縱火，並補充說：「帶著步槍的17歲青少年決定他們必須在沒有其他人的情況下維持秩序，這讓我們感到多麼震驚？」他的言論在社交媒體上遭到強烈反彈。保守派專家安·庫爾特（Ann Coulter）和退役棒球運動員奧布里·哈夫（Aubrey Huff）也讚揚了里滕豪斯。右翼也捐錢為這名少年辯護。基督徒眾籌網站GiveSendGo籌集了超過500萬美元來幫助支付里滕豪斯的法律費用。
極右活動人士慶祝里滕豪斯無罪釋放。佛羅里達州眾議院提議在11月19日宣布為聯邦假期，以紀念里滕豪斯的無罪釋放，而一位亞利桑那州參議員呼籲為他豎立雕像。而極右翼團體中與「猶太人以某種方式影響報導的看法」有關的反猶太主義信息激增。極右翼組織「驕傲男孩」的律師引用里滕豪斯一案自衛之理據為2021年美國國會大廈遭衝擊事件辯護，聲稱這些被告正在保護抗議者，以免受到「安提法的暴力襲擊」，這與里滕豪斯所做的事類似。（聯邦調查局說在這次襲擊中沒有證據表明有安提法參與）。
少數保守派批評他們的共和黨同事傳達的信息。里滕豪斯的律師反對共和黨政客試圖利用他客戶的故事來宣傳。一位保守派的政治評論員大卫·弗伦奇，雖然同意該裁決不是司法不公的觀點，但也反對「使一個愚人成為英雄」。

#### 民主黨人
2020年9月30日，也就是槍擊事件發生一個月後，當時的總統候選人祖·拜登在推特上發布了一則競選廣告，批評唐納德·特朗普沒有譴責白人至上主義者。在2020年美國總統大選之前，當時的總統候選人祖·拜登在競選廣告中使用了里滕豪斯的影片，稱他為白人至上主義者。這導致里滕豪斯的母親說「拜登『誹謗』了她的兒子，暗示他是白人至上主義者」。審判結束後，參議員湯姆·科頓在twitter上要求拜登總統向里滕豪斯「公開道歉」。2021年11月19日，當拜登被問及判決時，他表示「我支持陪審團的結論。陪審團制度有效，我們必須遵守。」當天稍晚，白宮發表了拜登的書面聲明：「雖然對基諾沙的判決會讓包括我在內的許多美國人感到憤怒和擔憂，但我們必須承認陪審團已經發言......我知道我們不會在一夜之間治愈我們國家的傷口，但我仍然堅定不移、致力地盡我所能確保每個美國人在法律下得到平等、公平和尊嚴的對待。」保守派和右翼政客呼籲拜登為他的競選言論道歉。
威斯康星州州长托尼·埃弗斯在一份聲明中說：「沒有任何判決能夠讓安東尼·胡伯和約瑟夫·羅森鮑姆重生，或者治愈蓋格·格羅斯克魯伊茨的傷勢，就像沒有任何判決可以治癒傷口，或雅各布布萊克及其家人所經歷的創傷一樣。今天沒有任何裁決改變我們在威斯康星州的現實，我們必須努力實現全州社區要求和應得的公平、問責和正義。」
其他政客更多是批評判決的結果。伊利諾伊州州長J·B·普利茨克說：「攜帶上膛的槍械進入距離您家20英里的社區並射擊手無寸鐵的公民是根本錯誤的。法院無法承認這一基本事實實在是一個悲劇。」芝加哥市长蘿莉·萊特富特承認了判決並補充說：「任何人都不應將法律掌握在自己手中，或試圖讓自己成為法官、陪審團和劊子手。凱爾·里滕豪斯的所作所為是魯莽、危險的，而且完全漠視人的生命。」
一些自由派和進步主義的國會議員更加嚴厲批評里滕豪斯的無罪判決。威斯康星州的民主黨參議員塔米·鮑德溫對一個人事實上殺害兩個人而不用負責感到憤怒。同時擔任美国众议院司法委员会主席的紐約州眾議員傑里·納德勒（Jerry Nadler），認為該裁決是誤判，聯邦司法部（DOJ）應該進行干預。小組成員做出了更強烈態度，其中一個成員阿雅娜·普萊斯利（Ayanna Pressley），稱里滕豪斯為「國內恐怖分子」；另一個成員亞歷山德里婭·奧卡西奧-科爾特斯，稱凱爾以200萬美元的保釋金獲釋相當於「保護白人至上主義」。連同馬薩諸塞州參議員伊麗莎白·沃倫、全國有色人種協進會的首席執行官兼總裁德里克·約翰遜（Derrick Johnson）、南方貧困法律中心（SPLC）的瑪格麗特·黃（Margaret Huang）和阿爾·夏普頓牧師，諷刺該判決是涉及種族主義被告所呈現的雙重標準。槍支管制倡導者和一些民主黨政客，包括加利福尼亞州州長加文·纽森，都表示擔心這樣的判決可能會鼓勵其他人做義警並模仿里滕豪斯的行為。

## 判決後

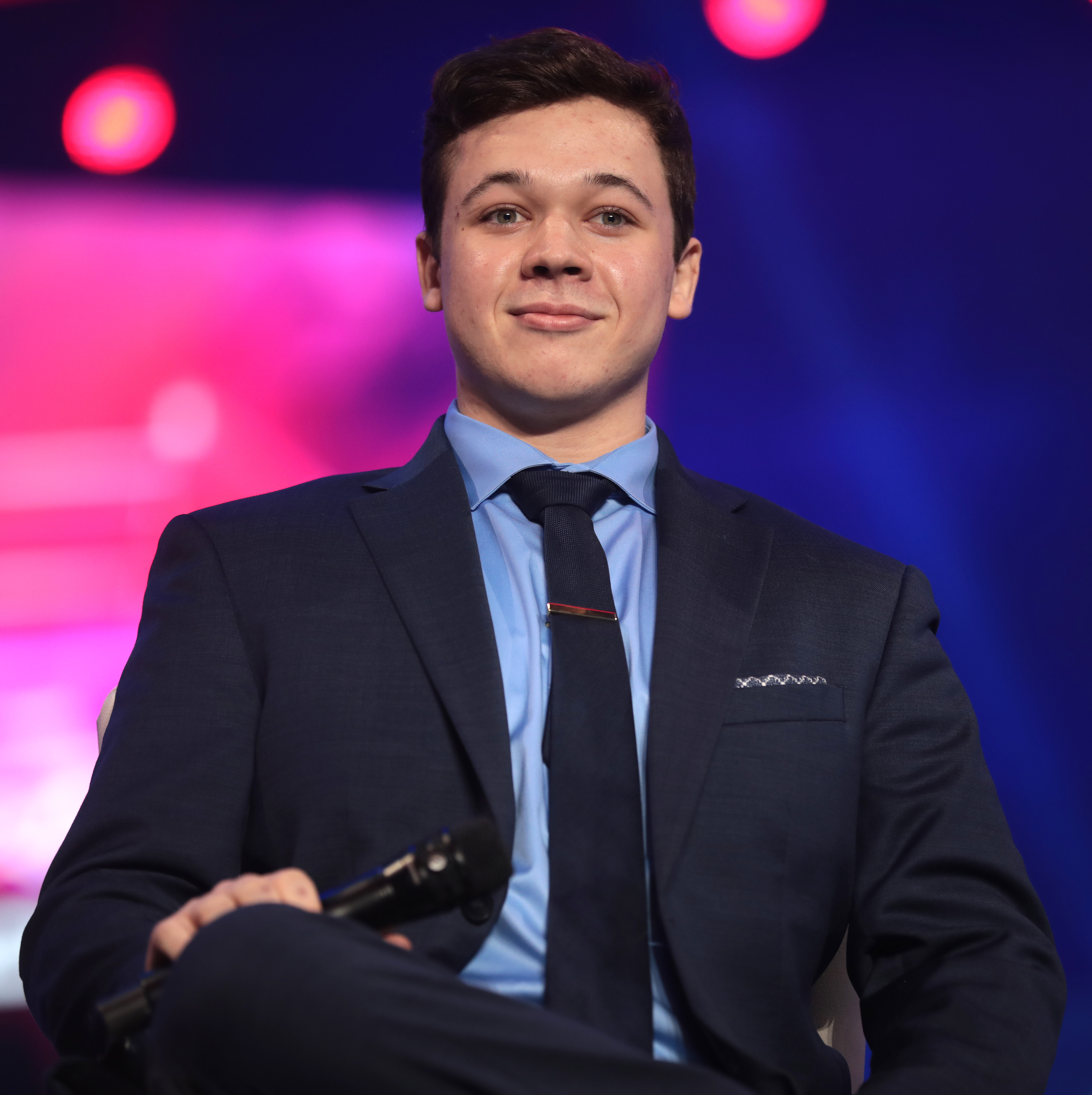
凱爾·里滕豪斯在判決後出席2021年美國節活動。

### 對判決的抗議
此後美國多個大城市發生反對判決的抗議，其中以波特蘭發生的抗議最為激烈。200名抗議者聚集在市中心。在抗議者打破門窗並襲擊警察後，當局宣布為騷亂。在芝加哥，1000名抗議者遊行反對判決。在羅利，人們在州議會大廈前抗議。紐約布魯克林區發生了和平抗議，抗議者封鎖了布魯克林大橋的車道。在紐約皇后區中村，抗議者損壞車輛並撕毀旗幟，五人被捕。在加利福尼亞州，抗議者聚集在奧克蘭、聖地牙哥和洛杉磯。

### 宣傳經歷
無罪釋放後，里頓豪斯接受了福克斯新聞主播塔克·卡森的採訪。里頓豪斯不顧律師的建議，他在審判期間讓卡森和福斯國家網的攝製組跟隨他拍攝了一部紀錄片。里頓豪斯在保守派節目和相關活動中多次公開露面，包括一個名為「美國節」的美國轉折點活動。

## 延伸閱讀
- Williams, Paige. . The New Yorker. 2021-06-28  [2021-11-20]. （原始内容存档于2021-09-28） （英语）.
- Bock Clark, Doug and Costello, Jacqueline (April 2021). "American Battlefield: 72 Hours in Kenosha" （页面存档备份，存于）. GQ.

## 外部鏈接
- 警察槍殺雅各布·布萊克後基諾沙騷亂的時間線 （页面存档备份，存于）. USA Today (2020-08-31).